# 第二十四届超级碗
第二十四届超级碗（Super Bowl XXIV）是美国国家橄榄球联盟1989赛季的总决赛，由美联冠军丹佛野马队对阵国联冠军旧金山49人队。比赛于1990年1月28日在新奥尔良的坦帕体育场举行。
最终，旧金山49人队以55-10战胜丹佛野马队，第四次夺得超级碗冠军。四分卫乔·蒙塔纳（Joe Montana）获得最有价值球员称号。